# Калматай
Калматай (кирг. Калматай) — село в Кара-Кульджинском районе Ошской области Кыргызстана. Входит в состав Карагузского айылного аймака.

## География
Село расположено в северо-восточной части области, на берегах реки Кара-Туз (левый приток реки Тар), на расстоянии приблизительно 9 километров (по прямой) к западо-юго-западу от села Кара-Кульджа, административного центра района. Абсолютная высота — 1252 метра над уровнем моря.

## Население
Согласно оценочным данным Национального статистического комитета Кыргызской Республики, численность населения села на начало 2023 года составляла 1161 человека.
| год     | 2009 | 2014 | 2015 | 2020 | 2021 | 2023 |
| ------- | ---- | ---- | ---- | ---- | ---- | ---- |
| человек | 1204 | 1117 | 1123 | 1139 | 1148 | 1161 |